# Belovo
Pour les articles homonymes, voir Belovo (obchtina).
Belovo (en russe : Белово), ou Bielovo, est une ville minière de l'oblast de Kemerovo, en Russie. Sa population s'élève à 68 542 habitants en 2021.

## Géographie
Elle est située au sud de la Sibérie occidentale, au centre du bassin minier du Kouzbass, sur la rivière Batchat. Elle se trouve à équidistance entre les grandes villes de Kemerovo et Novokouznetsk. Elle est à 103 km (128 km par la route) au sud de Kemerovo.
La ville est desservie par la voie rapide Kemerovo-Novokouznets (32K-445), qui contourne à cinq kilomètres la ville au nord et à l'est.

## Histoire
L'origine de la ville est un village fondé en 1726 et baptisé Belovo. Elle accéda au statut de commune urbaine en 1931, puis à celui de ville en 1938.

## Population
Recensements (*) ou estimations de la population
| 1931   | 1939*  | 1959*   | 1970*   | 1979*   |
| ------ | ------ | ------- | ------- | ------- |
| 11 900 | 43 310 | 106 894 | 108 209 | 111 819 |

| 1989*  | 2002*  | 2010*  | 2012   | 2013   |
| ------ | ------ | ------ | ------ | ------ |
| 93 108 | 82 425 | 76 764 | 75 502 | 74 960 |

| 2016   | 2019   | 2021   | - | - |
| ------ | ------ | ------ | - | - |
| 73 400 | 71 812 | 68 542 | - | - |

## Économie
Belovo est un des grands centres industriels du Kouzbass avec des mines de charbon, des centrales électriques, une usine de transformation du zinc. Belovo est également un nœud ferroviaire important, sur la ligne Iourga-Novokouznetsk.

## Enseignement
La ville dispose d'un lycée, d'un gymnasium (gymnasium n° 1 Tassirov), de treize écoles secondaires moyennes, de six écoles polyvalentes de base. Elle possède aussi deux orphelinats et deux internats de redressement. Il existe six écoles professionnelles et deux établissement d'enseignement supérieur: la filiale de Belovo de l'université technique du Kouzbass et la filiale de Belovo de l'université d'État de Kemerovo.